# The Blue Jukebox
The Blue Jukebox – studyjny album Chrisa Rei, wydany w 2004 roku.

## Lista utworów
1. "The Beat Goes On" - 4:33
2. "Long is the Time, Hard is the Road" - 5:18
3. "Lets do it" - 5:02
4. "Let it Roll" - 5:00
5. "Steel River Blues" - 4:35
6. "Somebody Say Amen" - 6:12
7. "Blue Street" - 4:49
8. "Monday Morning" - 4:05
9. "Restless Soul" - 5:51
10. "What Kind of Love is This" - 6:38
11. "Paint My Jukebox Blue" - 4:02
12. "Baby Don't Cry" - 5:24
13. "Speed" - 7:37